# Roy John

a Compétitions nationales et continentales officielles uniquement.

b Matchs officiels uniquement.
Ernest Raymond John, né le 3 décembre 1925 à Neath et mort le 30 septembre 1981 dans la même ville, est un joueur de rugby gallois, évoluant au poste de deuxième ligne pour le pays de Galles. John a été sélectionné 19 fois dans l'équipe nationale galloise et a participé à deux Grand Chelem. En 1950, il est sélectionné pour la tournée des British Lions en Nouvelle-Zélande et en Australie.

## Carrière
John joue au rugby depuis son plus jeune âge et représente l'école de Grammaire de Neath. Son premier club est celui de Crynant, mais avant même sa première titularisation, il rejoint l'équipe A des Neath. Il dispute son premier match le 21 janvier 1950 contre l'équipe d'Angleterre dans le Tournoi des Cinq Nations 1950. Il gagne sa place dans l'équipe sur forfait de son partenaire de club, Rees Stephens, il est alors parmi les cinq novices de la sélection qui avait fini dernière lors de la précédente édition. Le Pays de Galles bat l'Angleterre 11-5 et John se voit resélectionné pour le restant du tournoi. Après leur victoire contre l’Écosse et contre l'Irlande, John inscrit son premier et dernier essai du tournoi durant leur victoire contre la France, leur permettant ainsi de réaliser un Grand Chelem.
Deux mois après la rencontre contre la France, John joue pour les British Lions pendant leur tournée en Australie et Nouvelle-Zélande au côté de Stephens. Il joue dans vingt-deux rencontres de la tournée et dans six matches de test. Pendant les saisons 1950-1951 John assume le rôle de capitaine de l'équipe de Neath.
De retour avec l'équipe galloise pour l'édition 1951 du tournoi des Cinq Nations, il joue dans les quatre matches. Malgré une victoire impressionnante contre l'Angleterre dans le match d'ouverture, le Pays de Galles finit la compétition à la troisième place après un match nul contre l’Écosse et une défaite contre la France et l’Irlande. La même année, John affronte la Tournée de l'équipe d'Afrique du Sud 1951; d'abord à un niveau national avec une équipe conjointe de Aberavon et Neath le 17 novembre, puis à l'international avec l'équipe nationale, chaque fois du côté du vaincu. Malgré ses défaites contre l'Afrique du Sud, John domine tellement la mêlée que l'entraineur des Springboks, Danie Craven, demande à son équipe de renoncer à la contestation.
John continue sa série de sélection ininterrompue en équipe nationale avec quatre apparitions lors du tournoi des Cinq Nation 1952. Leur premier match, à l'extérieur contre l'Angleterre, signera leur première et plus décisive victoire du tournoi. Après être mené de deux essais, le Pays de Galles se ressaisie en seconde période grâce à une mêlée dominante. La sélection galloise remportera les trois matches suivant, offrant ainsi à John son deuxième Grand Chelem.
L'année 1954 voit John compléter son quatrième tournois, dans lequel les gallois finiront second après une unique défaite contre le vainqueur de l'édition, l'Angleterre. Son avant-dernière sélection en équipe nationale arrive en Décembre 1953 contre la tournée de l'équipe de Nouvelle-Zélande. L'équipe du Pays de Galles s'impose et remporte leur dernière victoire du siècle contre les All Blacks.
Son dix-neuvième et dernier match sous les couleurs galloises est un match à l'extérieur contre l'Angleterre que le XI du poireau perdra sur un essai à la dernière minute de l'anglais Chris Winn.

### Matches Internationaux joués

#### Pays de Galles
- Afrique du Sud 1951
- Angleterre 1950, 1951, 1952, 1953, 1954
- Écosse 1950, 1951, 1952, 1953
- France 1950, 1951, 1952, 1953
- Irlande 1950, 1951, 1952, 1953
- Nouvelle-Zélande 1953

#### British Lions
- Australie 1950, 1950
- Nouvelle-Zélande 1950, 1950, 1950, 1950

## Palmarès
- Grand Chelem en 1950, 1952
- Victoire dans le Tournoi des cinq nations 1954

## Statistiques en équipe nationale
- 19 sélections
- 3 points (1 essai)
- Sélections par année : 4 en 1950, 5 en 1951, 4 en 1952, 5 en 1953, 1 en 1954
- Participation à cinq Tournois des Cinq Nations en 1950, 1951, 1952, 1953 et 1954